# Neolophonotus xiphichaetus
Neolophonotus xiphichaetus là một loài ruồi trong họ Asilidae. Neolophonotus xiphichaetus được Hull miêu tả năm 1967. Loài này phân bố ở vùng nhiệt đới châu Phi.